# Klaus Hafner
Klaus Hafner (Potsdam, 10 de dezembro de 1927 - Darmstadt, 25 de janeiro de 2021) foi um químico alemão, professor emérito do Institute Clemens-Schöpf de Química Orgânica e Bioquímica da Universidade Técnica de Darmstadt.

## Publicações selecionadas
- K. Ziegler und K. Hafner: Eine rationelle Synthese des Azulens. In: Angewandte Chemie. Band 67, 1955, S. 301.
- K. Hafner: Neue Azulen-Synthesen. In: Angewandte Chemie. Band 67, 1955, S. 302.
- K. Hafner und H. Weldes: Einführung von Substituenten in den 7-Ring des Azulens mit Hilfe metallorganischer Verbindungen. In: Angewandte Chemie. Band 67, 1955, S. 302.
- K. Hafner: Neuere Ergebnisse der Azulen-Chemie. In: Angewandte Chemie. Band 70, 1958, S. 419–430.
- K. Hafner, K. H. Häfner, C. König, M. Kreuder, G. Ploß, G. Schulz, E. Sturm und K. H. Vöpel: Fulvene als Isomere benzoider Verbindungen. In: Angewandte Chemie. Band 75, 1963, 35–36; Angewandte Chemie International Edition in English. Band 2, 1963, S. 123.
- K. Hafner und H. U. Süss: 1.3.5-Tri-tert-butyl-pentalen – Ein stabiles planares 8p-Elektronensystem. In: Angewandte Chemie. Band 85, 1973, S. 626–628; Angewandte Chemie International Edition in English. Band 12, 1973, S. 575–577.
- K. Hafner, H. Diehl und H. U. Süss: Cycloadditionsreaktionen des Pentalens und Azulens: Eine einfache Heptalen-Synthese. In: Angewandte Chemie. Band 88, 1976, S. 121–123; Angewandte Chemie International Edition in English. Band 15, 1976, S. 104–106.
- L. T. Scott, M. D. Rozeboom, K. N. Houk, T. Fukanaga, H. J. Lindner und K. Hafner: The Quinones of Azulene. A Theoretical Prognosis. In: Journal of the American Chemical Society. Band 102, 1980, S. 5169–5176.
- V. M. Hallmark, S. Chiang, K.-P. Meinhardt und K. Hafner: Observation and Calculation of Internal Structure in Scanning Tunneling Microscopy Images of Related Molecules. In: Physical Review Letters. Band 70, 1993, S. 3740–3743.
- A. H. M. Elwahy und K. Hafner: Cyclooligomerization of Mono- and Diazulenylethynes Catalyzed by Transition Metal Complexes. In: European Journal of Organic Chemistry. 2010, S. 265–274.